# José Salcedo
José Salcedo (* 1949 in Ciudad Real; † 19. September 2017 in Madrid) war ein mehrfach preisgekrönter spanischer Filmeditor.

## Leben
Bekannt war Salcedo vor allem für seine Zusammenarbeit mit Pedro Almodóvar, bei dessen Filmen er regelmäßig für den Schnitt verantwortlich war. Zudem wirkte er bei zahlreichen weiteren Produktionen mit, darunter Filme von Agustín Díaz Yanes, Manuel Gutiérrez Aragón, Pedro Olea, Eloy de la Iglesia und José Luis Borau.
Für seine Arbeit wurde er dreimal mit dem spanischen Filmpreis Goya ausgezeichnet.

## Filmografie (Auswahl)
- 1980: Pepi, Luci, Bom und der Rest der Bande (Pepi, Luci, Bom y otras chicas del montón)
- 1982: Labyrinth der Leidenschaften (Laberinto de pasiones)
- 1983: Das Kloster zum heiligen Wahnsinn (Entre tinieblas)
- 1984: Womit hab’ ich das verdient? (¿Qué he hecho yo para merecer esto?)
- 1985: Matador
- 1987: Das Gesetz der Begierde (La ley del deseo)
- 1988: Frauen am Rande des Nervenzusammenbruchs (Mujeres al borde de un ataque de nervios)
- 1990: Fessle mich! (¡Átame!)
- 1991: High Heels (Tacones lejanos)
- 1992: The Fencing Master (El Maestro de Esgrima)
- 1993: Kika
- 1995: Nadie hablará de nosotras cuando hayamos muerto
- 1995: Mein blühendes Geheimnis (La flor de mi secreto)
- 1997: Live Flesh – Mit Haut und Haar (Carne trémula)
- 1999: Alles über meine Mutter (Todo sobre mi madre)
- 2001: Sin noticias de Dios
- 2002: Sprich mit ihr (Hable con ella)
- 2004: La mala educación – Schlechte Erziehung (La mala educación)
- 2005: Schwule Mütter ohne Nerven (Reinas)
- 2006: Alatriste
- 2006: Volver – Zurückkehren (Volver)
- 2008: Las Bandidas – Kann Rache schön sein! (Solo quiero caminar)
- 2009: Zerrissene Umarmungen (Los abrazos rotos)
- 2011: Die Haut, in der ich wohne (La piel que habito)
- 2011: Días de gracia
- 2013: Fliegende Liebende (Los amantes pasajeros)
- 2014: Tod in Sevilla (La ignorancia de la sangre)
- 2016: Julieta

## Auszeichnungen (Auswahl)
Goya
- 1989: Goya in der Kategorie „Bester Schnitt“ für Frauen am Rande des Nervenzusammenbruchs
- 1996: Goya in der Kategorie „Bester Schnitt“ für Nadie hablará de nosotras cuando hayamos muerto
- 2000: Goya in der Kategorie „Bester Schnitt“ für Alles über meine Mutter
- 2009: Nominierung Goya in der Kategorie „Bester Schnitt“ für Las Bandidas – Kann Rache schön sein!

Premio Ariel
- 2012: Silberner Ariel in der Kategorie „Bester Schnitt“ für Días de gracia